# Joseba Segura Etxezarraga
Joseba Segura Etxezarraga (Bilbao, 10 maggio 1958) è un vescovo cattolico spagnolo, dall'11 maggio 2021 vescovo di Bilbao.

## Biografia
Joseba Segura Etxezarraga è nato a Bilbao il 10 maggio 1958.

### Formazione e ministero sacerdotale
Terminati gli studi secondari presso il collegio calasanziano di Bilbao, un istituto dei Chierici regolari poveri della Madre di Dio delle scuole pie, ha scoperto la sua vocazione al sacerdozio ed è entrato nel seminario diocesano di Bilbao, dove ha compiuto gli studi ecclesiastici. Ha ottenuto la licenza in psicologia nel 1983 e il dottorato in teologia nel 1989 presso l'Università di Deusto. La sua tesi di dottorato è stata pubblicata nel 1991 con il titolo "La guerra imposible".
Il 4 gennaio 1985 è stato ordinato presbitero per la diocesi di Bilbao da monsignor Juan María Uriarte Goiricelaya. In seguito è stato vicario parrocchiale della parrocchia di San Giuseppe a Barakaldo dal 1985 al 1991 e parroco in solido delle parrocchie di San Vincenzo, San Giuseppe e Nostra Signora della Speranza dal 1991 al 1992. Nel 1992 è stato inviato negli Stati Uniti d'America per studi. Nel 1996 ha ottenuto il dottorato di ricerca in economia presso il Boston College. Tornato in patria è stato vicario parrocchiale delle parrocchie di Sant'Ignacio di Loyola e San Giovanni a Deusto e di San Giuseppe Operaio a Elorrieta, delegato episcopale per la Caritas, delegato diocesano per la pastorale sociale e membro del consiglio pastorale diocesano dal 1996 al 2006.
Dal 2006 al 2017 ha vissuto in Ecuador. Lì per nove anni, fino al 2014, ha collaborato con la Conferenza episcopale nell'ambito della Caritas nazionale, con sede a Quito. Successivamente ha prestato servizio per tre anni nella diocesi di Riobamba come parroco di Chambo, responsabile finanziario della diocesi e delegato del vescovo Julio Parrilla Díaz presso l'Ospedale Andino di Chimborazo.
Tornato in diocesi è stato nominato parroco dell'unità pastorale di Otxarkoaga-Txurdinaga a Bilbao. Nel marzo del 2018 è stato nominato vicario generale e ha preso possesso dell'incarico il 18 settembre successivo.

### Ministero episcopale
Il 12 febbraio 2019 papa Francesco lo ha nominato vescovo ausiliare di Bilbao e titolare di Basti. Ha ricevuto l'ordinazione episcopale il 6 aprile successivo nella cattedrale di San Giacomo a Bilbao dal vescovo di Bilbao Mario Iceta Gavicagogeascoa, co-consacranti l'arcivescovo emerito di Saragozza Manuel Ureña Pastor e l'arcivescovo metropolita di Oviedo Jesús Sanz Montes.
Nel giugno del 2019 ha presieduto la consacrazione della nuova chiesa di Nuestra Señora de Begoña nella località di Almáciga, a Santa Cruz de Tenerife.
Il 6 dicembre 2020 il collegio dei consultori lo ha eletto amministratore diocesano di Bilbao, sede vacante per il trasferimento di monsignor Mario Iceta Gavicagogeascoa.
L'11 maggio 2021 lo stesso pontefice lo ha nominato vescovo di Bilbao. Ha preso possesso della diocesi il 3 luglio successivo con una cerimonia nella cattedrale di San Giacomo a Bilbao.
In seno alla Conferenza episcopale spagnola è il vescovo responsabile del segretariato per il sostegno alla Chiesa, membro della commissione per le missioni e la cooperazione tra le Chiese dal novembre del 2019 e membro del consiglio economico dal marzo del 2020.

## Genealogia episcopale
La genealogia episcopale è:
- Cardinale Scipione Rebiba
- Cardinale Giulio Antonio Santori
- Cardinale Girolamo Bernerio, O.P.
- Arcivescovo Galeazzo Sanvitale
- Cardinale Ludovico Ludovisi
- Cardinale Luigi Caetani
- Cardinale Ulderico Carpegna
- Cardinale Paluzzo Paluzzi Altieri degli Albertoni
- Papa Benedetto XIII
- Papa Benedetto XIV
- Papa Clemente XIII
- Cardinale Marcantonio Colonna
- Cardinale Giacinto Sigismondo Gerdil, B.
- Cardinale Giulio Maria della Somaglia
- Cardinale Carlo Odescalchi, S.I.
- Cardinale Costantino Patrizi Naro
- Cardinale Serafino Vannutelli
- Cardinale Domenico Serafini, Cong. Subl. O.S.B.
- Cardinale Pietro Fumasoni Biondi
- Cardinale Antonio Riberi
- Cardinale Ángel Suquía Goicoechea
- Cardinale Antonio María Rouco Varela
- Cardinale Ricardo Blázquez Pérez
- Arcivescovo Mario Iceta Gavicagogeascoa
- Vescovo Joseba Segura Etxezarraga